# ليونارد هايفليك
ليونارد هايفليك (بالإنجليزية: Leonard Hayflick) عالم أمريكي مختص في علم التشريح، ولد في 20 مايو 1928.